# Xevi Xirgo i Teixidor
Xevi Xirgo i Teixidor (Cassà de la Selva, 1964) és un periodista català. Des del febrer del 2022, és president del Consell de l’Audiovisual de Catalunya. (CAC).
Mestre de català (UdG, 1996), llicenciat en Magisteri per la UdG (1987), llicenciat en Humanitats (UOC, 2006) i màster en Societat de la Informació i el Coneixement (UOC, 2011) s’ha interessat sempre per la docència i el periodisme. Quan ell era adolescent, el seu pare, Joan Xirgo i Carbó, va ser membre fundador de l’Associació Amics de les Gavarres, regidor pel PSC a l’Ajuntament de Cassà de la Selva, conseller del Consell Comarcal del Gironès, i president de la Colla Excursionista Cassanenca, una situació que li va fer viure i despertar l’interès també per la política. La seva primera activitat en el camp del periodisme va ser d’adolescent, fent de corresponsal pel diari El Punt al seu poble natal. Van ser també els anys en què va participar molt activament en el naixement de la ràdio municipal a Cassà de la Selva. En va ser un dels fundadors, l’any 1985, i director (1986). Va ser a partir d’aquest moment que es va vincular definitivament amb el món del periodisme, durant molts anys al diari El Punt. Va ser el corresponsal d’aquest rotatiu a la comarca de la Selva i l’Alt Maresme; cap de les seccions de Països Catalans i de Política; director de la revista Presència (1999) i, del 2002 al 2009, director de l’edició gironina del diari. El novembre del 2009, quan Hermes Comunicacions, l’empresa editora d’El Punt, va adquirir el diari Avui, en va ser nomenat el director. Ho va ser durant tres anys (2009-2011). A partir del 2011, quan els diaris El Punt i l’Avui van fusionar les seves capçaleres, va ser nomenat director d’El Punt Avui.i. Del 2014 al 2019 va ser també director d’El Punt Avui TV.
Tot i la intensa activitat com a periodista, durant aquests anys mai va perdre el seu interès per la docència i l’educació, ni la seva vocació com a mestre. Va participar en nombrosos actes, classes i xerrades en diferents escoles i instituts. Durant set anys va ser professor associat a la Universitat de Girona, on hi va impartir les assignatures ‘Comunicació Escrita’ i ‘Teoria i tècniques de les Relacions Públiques’, i hi va dirigir dos postgraus sobre periodisme escrit.
Casat i amb dos fills, a principi dels noranta va viure durant dos anys a Santa Coloma de Farners, La Selva, fins que el 1995 es va instal·lar a la ciutat de Girona. L’any 2020 va publicar, conjuntament amb Carles Puigdemont, ‘M’explico’ i ‘La lluita a l’exili’, el dietari polític en dos volums del 130è President de la Generalitat de Catalunya des del seu nomenament el gener del 2016 fins al seu exili a Brussel·les el desembre del 2017, després del referèndum de l’1-O. Part del material recollit durant aquests anys d’elaboració dels llibres el va utilitzar per publicar, l’any 2020, dos reportatges al diari El Punt titulats Els papers d’Urkullu en la negociació basca, que van ser mereixedors del premi Carles Rahola de Comunicació Local al millor treball de premsa (2021).
El 31 de gener del 2022, després de més de trenta anys de vinculació amb el periodisme i amb El Punt, va renunciar a la direcció del diari per assumir la presidència del Consell de l'Audiovisual de Catalunya (CAC). l’autoritat independent de regulació de la comunicació audiovisual de Catalunya. El 10 de febrer del 2022, va ser escollit en el càrrec pel Parlament de Catalunya després d'una votació secreta en què va obtenir el suport de més dos terços de la cambra catalana. En la seva compareixença prèvia com a candidat a la Comissió d’'Afers Institucionals del Parlament, va posar especial atenció en tres àmbits: la necessitat de garantir els principis de pluralisme, neutralitat i llibertat informativa dels mitjans; la preocupació pel futur del periodisme i del sector audiovisual; i la necessitat d'incrementar l'alfabetització mediàtica no només a les escoles sinó a la societat en general, i de dotar d'eines a la ciutadania per ajudar-la a analitzar críticament els missatges que es reben en un món en què no només dels mitjans de comunicació són ara emissors d'informació.